# Техельсберг-ам-Вёртер-Зе
Техельсберг-ам-Вёртер-Зе (нем. Techelsberg am Wörther See) — община (нем. Gemeinde) в Австрии, в федеральной земле Каринтия.
Входит в состав округа Клагенфурт.  Население составляет 2181 человек (на 31 декабря 2005 года). Занимает площадь 28,32 км². Официальный код  —  2 04 35.

## Фотографии

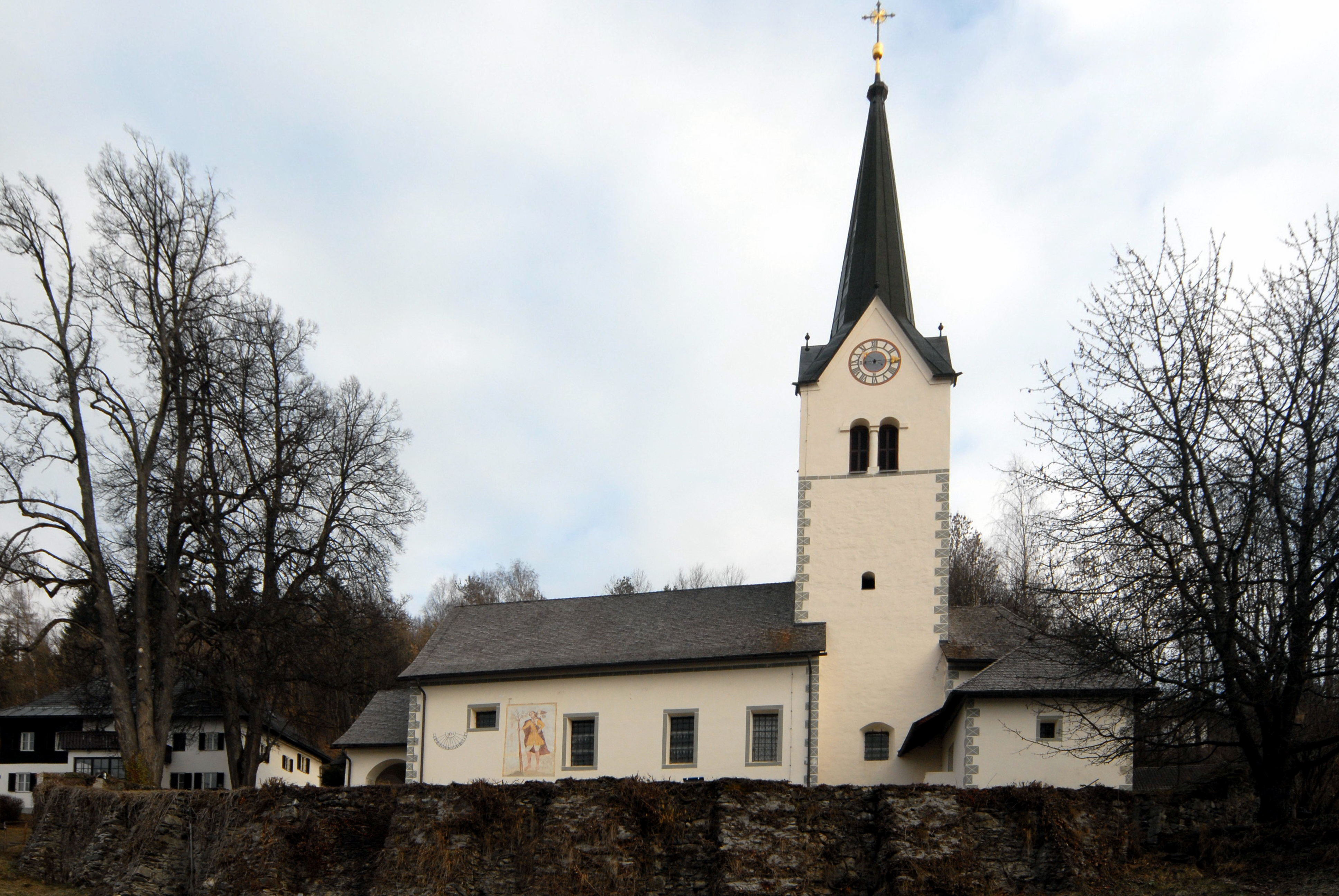
Приходская церковь Св. Мартина
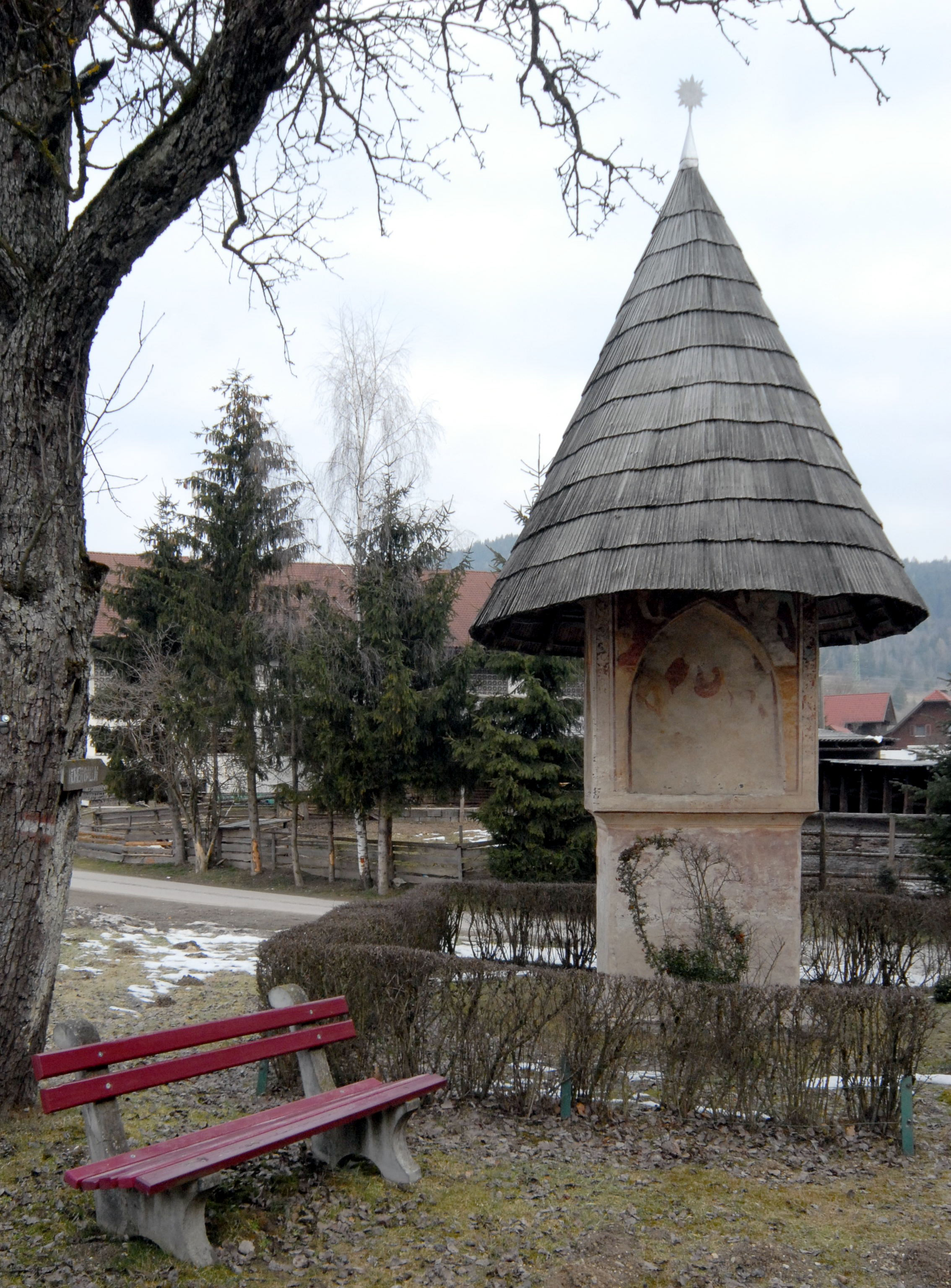
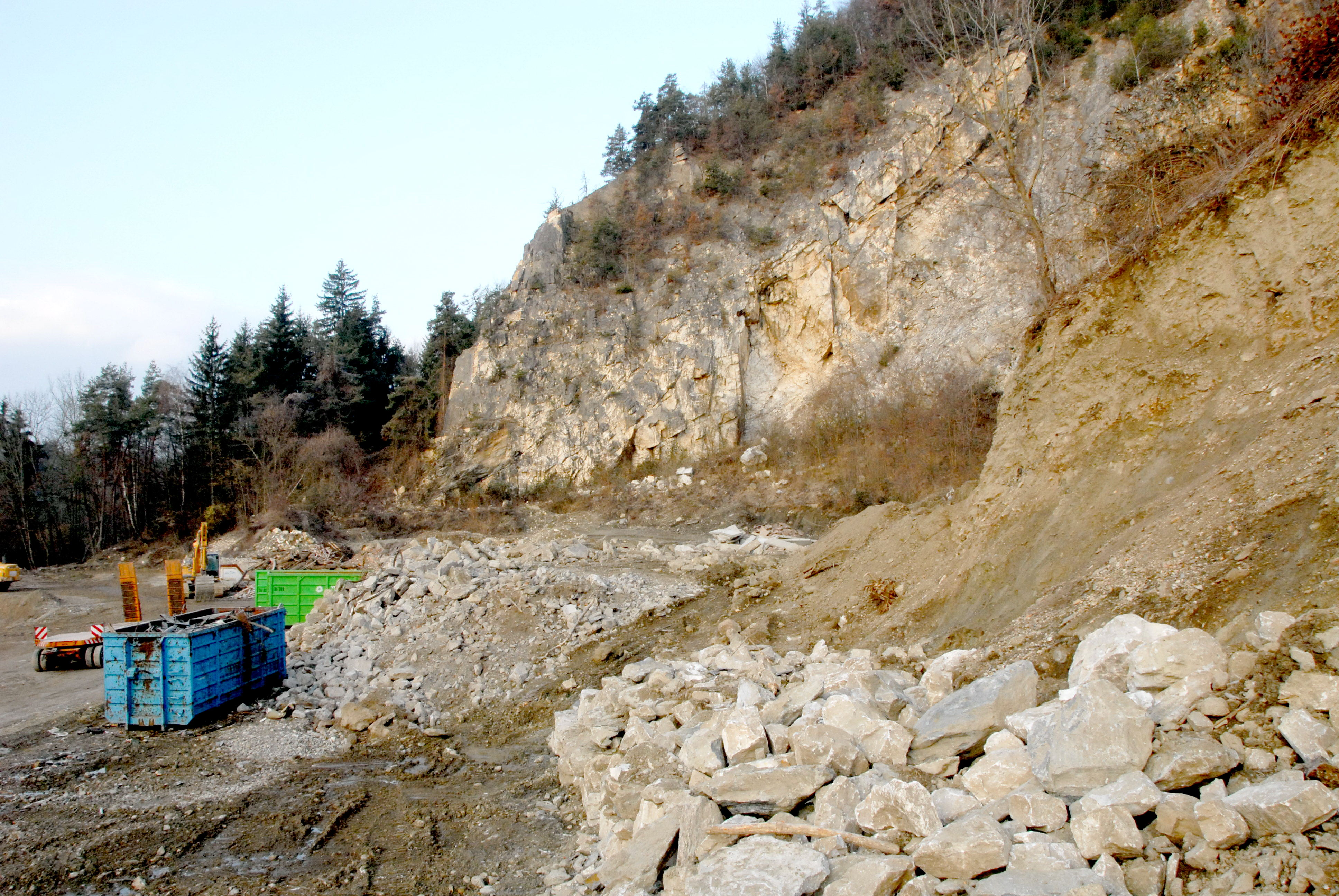
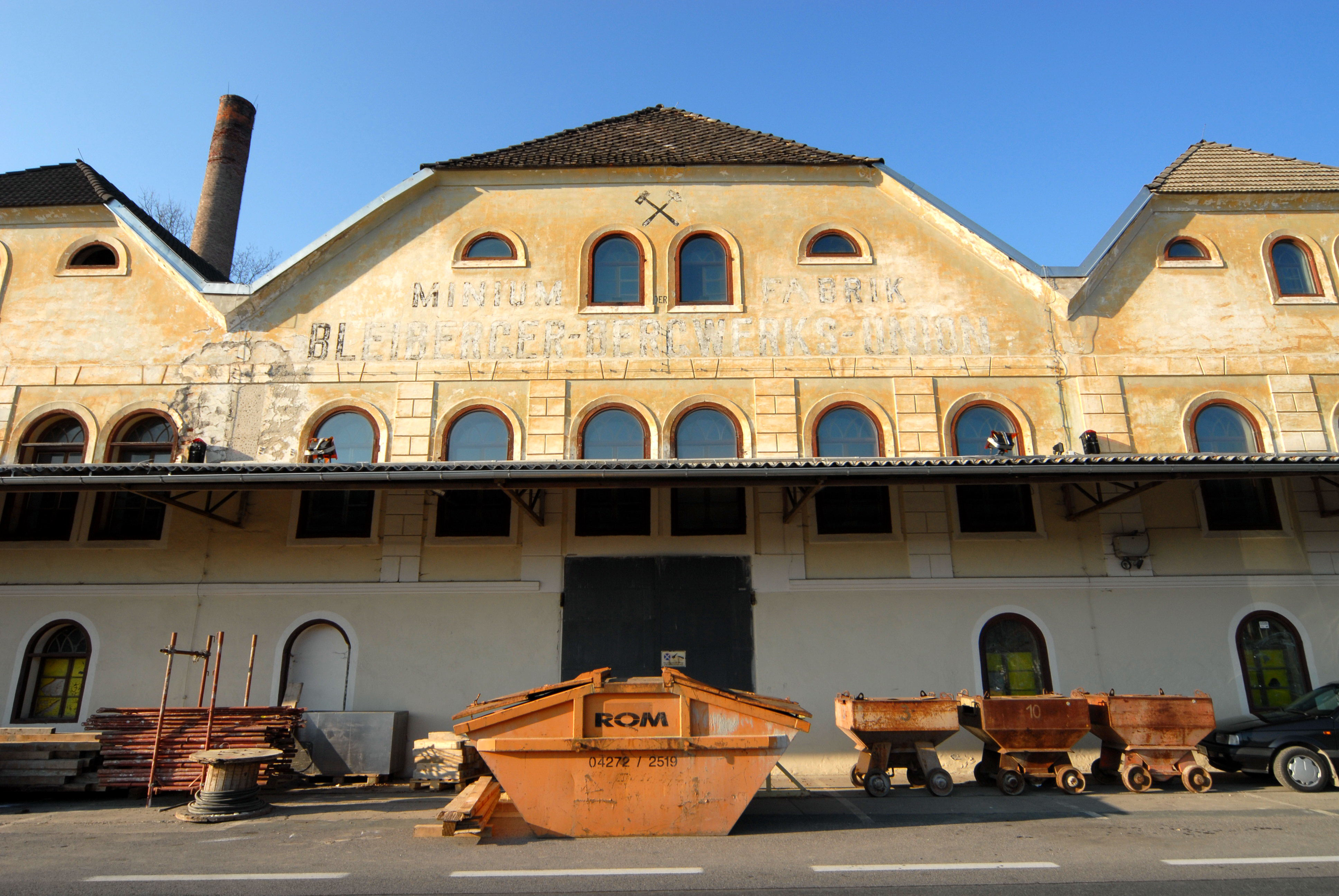
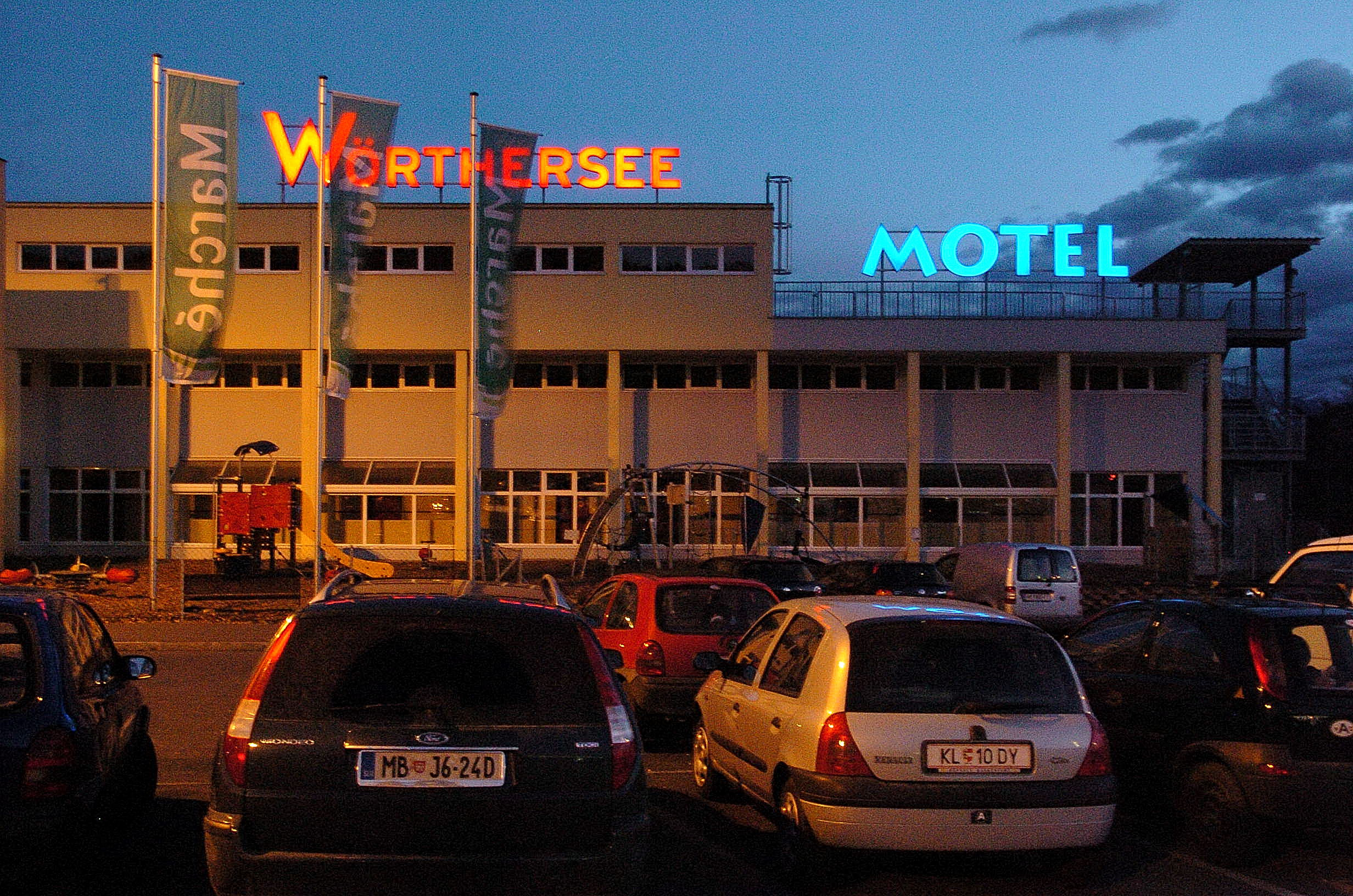

## Политическая ситуация
Бургомистр общины — Йохан Кобан (АНП) по результатам выборов 2003 года.
Совет представителей общины (нем. Gemeinderat) состоит из 19 мест.
- АНП занимает 8 мест.
- СДПА занимает 6 мест.
- АПС занимает 1 место.